# 梓潼聖水寺
梓潼聖水寺位於四川省綿陽市梓潼縣，文物遺址年代判定為明至清。2012年7月16日公佈為第八批四川省文物保護單位。
梓潼聖水寺座落於四川省綿陽市梓潼縣金龍場鄉青光村四社，坐東朝西，四合院佈局，占地面積1200平方公尺。東側有殿堂十間，前施階梯踏道三級，由北向南第三、四、五間為釋迦牟尼殿，抬梁穿斗式梁架，八架櫞袱用五柱，前有一步廊，四方石柱礎，前簷柱上施丁字拱，上覆小青瓦；六、七、八間為牛王殿，抬梁式梁架，八架櫞袱用五柱，四方石柱礎，蓋小青瓦；杜康殿面闊八間，抬粱式木結構，四方石柱礎，蓋小青瓦。左右為廂房，抬梁式梁架，六架櫞袱用四柱；正殿對面為前殿，抬梁式梁架，六架櫞袱用三柱，前有一步廊。中為長方形天井，長18.8公尺，寬9.9公尺。該寺廟規模較大，年代較早，梁架結構完整，有明崇禎七年、清嘉慶三年及民國碑記，是不可多見的明清時期古建築，具有較高的歷史和研究價值。